# Périgueux
Périgueux (fra. Périgueux oks. Perigüers) je francuski grad u regiji Nova-Akvitaniji. To je glavni grad departmana Dordogne.
Po podacima iz 2010. godine broj stanovnika u mjestu je bio 29.573, a gustoća naseljenosti je iznosila 3035 stanovnika/km². 
Kroz grad protječe rijeka Isle. 

## Povijest
Ime grada potiče od Petrocorii, latinske verzije keltskog naziva „četiri plemena“. Ovo je bilo ime ove regije prije rimskog osvajanja. Kelti su tu osnovali naselje oko 200. godine pr. Kr., a kasnije su se preselili i osnovali grad Vesunna. Rimski grad je imao hramove, kupatilišta, amfiteatre i forum. Na kraju trećeg stoljeća nove ere, Rimljani su grad okružili obrambenim zidom i dali mu ime Civitas Petrocoriorum. 
Gradska katedrala Le Puy-Saint-Front je izgrađena u 10. stoljeću. Status grada Périgueux je dobio oko 1182.

## Vanjske poveznice
- (fr.) Gradsko vijeće Périgueuxa  Arhivirana inačica izvorne stranice od 5. ožujka 2012. (Wayback Machine)
- (fr.) Kultura i stanovnišvo Périgueuxa  Arhivirana inačica izvorne stranice od 5. veljače 2015. (Wayback Machine)
- (fr.) Vodič po regiji grada Périgueuxa
- (fr.) Perigueux-city.com